# Белушић
Белушић је насеље у Србији у општини Рековац у Поморавском округу. Према попису из 2022. било је 588 становника. До 1965. ово насеље је било седиште Општине Белушић коју су чинила насељена места: Белушић, Беочић, Брајиновац, Драгово, Каленићки Прњавор, Калудра, Лепојевић, Малешево (тада под називом Малишево), Надрље, Опарић, Превешт, Секурич, Сибница, Сиљевица, Шљивица и Жупањевац. После укидања општине подручје бивше општине је у целини ушло у састав Општине Рековац.

## Историја
До Другог српског устанка Белушић (тада Белушићи) се налазио у саставу Османског царства. Након Другог српског устанка Белушић улази у састав Кнежевине Србије и административно је припадао Јагодинској нахији и Левачкој кнежини све до 1834. године када је Србија подељена на сердарства.
Указом Краља од 30. априла 1924. године насеље је добило статус варошице.
Овде се налазе Црква Светог цара Лазара у Белушићу и ОШ „Душан Поповић” Белушић.

## Демографија
У насељу Белушић живи 785 пунолетних становника, а просечна старост становништва износи 45,2 година (43,4 код мушкараца и 46,9 код жена). У насељу има 310 домаћинстава, а просечан број чланова по домаћинству је 3,01.
Ово насеље је великим делом насељено Србима (према попису из 2002. године).
|  |

| Демографија | Демографија | Демографија |
| Година      | Становника  | Становника  |
| ----------- | ----------- | ----------- |
| 1948.       | 1.317       |             |
| 1953.       | 1.307       |             |
| 1961.       | 1.344       |             |
| 1971.       | 1.253       |             |
| 1981.       | 1.188       |             |
| 1991.       | 1.111       | 1.071       |
| 2002.       | 934         | 997         |

| Етнички састав према попису из 2002.‍ | Етнички састав према попису из 2002.‍ | Етнички састав према попису из 2002.‍ | Етнички састав према попису из 2002.‍ | Етнички састав према попису из 2002.‍ |
| ------------------------------------ | ------------------------------------ | ------------------------------------ | ------------------------------------ | ------------------------------------ |
|                                      |                                      |                                      |                                      |                                      |
| Срби                                 | Срби                                 |                                      | 926                                  | 99,14%                               |
| Црногорци                            | Црногорци                            |                                      | 2                                    | 0,21%                                |
| Македонци                            | Македонци                            |                                      | 2                                    | 0,21%                                |
| Хрвати                               | Хрвати                               |                                      | 1                                    | 0,10%                                |
| Муслимани                            | Муслимани                            |                                      | 1                                    | 0,10%                                |
| Бугари                               | Бугари                               |                                      | 1                                    | 0,10%                                |
| непознато                            | непознато                            |                                      | 1                                    | 0,10%                                |

| Белушић у пописима Јагодинске нахије — од 1818. до 1829.                          |       |       |       |       |       |       |          |       |       |       |       |       |
| Година пописа                                                                     | 1818. | 1819. | 1820. | 1821. | 1822. | 1823. | 1824/25. | 1825. | 1826. | 1827. | 1828. | 1829. |
| Куће                                                                              | 26    | 29    | 30    | 30    | 32    | 32    | 31       | 35    | 35    | 35    | 35    | 35    |
| Пореске главе*                                                                    | -     | 33    | 40    | 40    | 41    | 45    | 44       | 44    | 42    | 42    | 43    | 46    |
| Арачке главе**                                                                    | 83    | 88    | 93    | 96    | 100   | 105   | 110      | 115   | 119   | 122   | 123   | 124   |
| *Пореске главе = Ожењени мушкарци \| ** Арачке главе = Мушкарци од 7 до 70 година |       |       |       |       |       |       |          |       |       |       |       |       |

| Година пописа     | 1948. | 1953. | 1961. | 1971. | 1981. | 1991. | 2002. |
| ----------------- | ----- | ----- | ----- | ----- | ----- | ----- | ----- |
| Број домаћинстава | 272   | 272   | 338   | 337   | 349   | 321   | 310   |

| Број чланова      | 1  | 2  | 3  | 4  | 5  | 6  | 7 | 8 | 9 | 10 и више | Просек |
| ----------------- | -- | -- | -- | -- | -- | -- | - | - | - | --------- | ------ |
| Број домаћинстава | 66 | 76 | 49 | 60 | 33 | 20 | 4 | 2 | 0 | 0         | 3,01   |

| Пол    | Укупно | Неожењен/Неудата | Ожењен/Удата | Удовац/Удовица | Разведен/Разведена | Непознато |
| ------ | ------ | ---------------- | ------------ | -------------- | ------------------ | --------- |
| Мушки  | 391    | 99               | 246          | 29             | 16                 | 1         |
| Женски | 430    | 67               | 249          | 97             | 17                 | 0         |
| УКУПНО | 821    | 166              | 495          | 126            | 33                 | 1         |

| Пол    | Укупно                    | Пољопривреда, лов и шумарство | Рибарство                            | Вађење руде и камена | Прерађивачка индустрија       |
| ------ | ------------------------- | ----------------------------- | ------------------------------------ | -------------------- | ----------------------------- |
| Мушки  | 211                       | 90                            | 0                                    | 0                    | 66                            |
| Женски | 118                       | 45                            | 0                                    | 0                    | 37                            |
| УКУПНО | 329                       | 135                           | 0                                    | 0                    | 103                           |
| Пол    | Производња и снабдевање   | Грађевинарство                | Трговина                             | Хотели и ресторани   | Саобраћај, складиштење и везе |
| Мушки  | 1                         | 5                             | 11                                   | 2                    | 4                             |
| Женски | 0                         | 0                             | 7                                    | 0                    | 1                             |
| УКУПНО | 1                         | 5                             | 18                                   | 2                    | 5                             |
| Пол    | Финансијско посредовање   | Некретнине                    | Државна управа и одбрана             | Образовање           | Здравствени и социјални рад   |
| Мушки  | 0                         | 3                             | 4                                    | 8                    | 6                             |
| Женски | 0                         | 1                             | 2                                    | 11                   | 9                             |
| УКУПНО | 0                         | 4                             | 6                                    | 19                   | 15                            |
| Пол    | Остале услужне активности | Приватна домаћинства          | Екстериторијалне организације и тела | Непознато            | Непознато                     |
| Мушки  | 4                         | 0                             | 0                                    | 7                    | 7                             |
| Женски | 3                         | 0                             | 0                                    | 2                    | 2                             |
| УКУПНО | 7                         | 0                             | 0                                    | 9                    | 9                             |